# Rosen (distrikt i Bulgarien, Burgas)
Rosen (bulgariska: Росен) är ett distrikt i Bulgarien.   Det ligger i kommunen Obsjtina Sozopol och regionen Burgas, i den östra delen av landet, 300 km öster om huvudstaden Sofia.
Trakten runt Rosen består till största delen av jordbruksmark. Runt Rosen är det ganska glesbefolkat, med 26 invånare per kvadratkilometer.